# Chaetonotida
Chaetonotida zijn een orde van de buikharigen. De wetenschappelijke naam van de orde werd voor het eerst geldig gepubliceerd in 1925 door Remane als Chaetonotida.
Chaetonotida bewonen zowel zoetwater als marine milieus. Ze kunnen onderscheiden worden van andere buikharigen door de afwezigheid van poriën in de keelholte. De meeste zoetwatersoorten kennen parthenogenese.

## Taxonomie
De volgende taxa zijn bij de orde ingedeeld:
- Onderorde Multitubulatina
  - Familie Neodasyidae Remane, 1929
- Onderorde Paucitubulatina
  - Familie Chaetonotidae Gosse, 1864 sensu Leasi & Todaro, 2008
  - Familie Dasydytidae Daday, 1905
  - Familie Dichaeturidae Remane, 1927
  - Familie Muselliferidae Leasi & Todaro, 2008
  - Familie Neogosseidae Remane, 1927
  - Familie Proichthydiidae Remane, 1927
  - Familie Xenotrichulidae Remane, 1927